# Rhaphidostegium leucostomum
Rhaphidostegium leucostomum là một loài rêu trong họ Sematophyllaceae. Loài này được (Hampe) Kindb. mô tả khoa học đầu tiên năm 1891.